# Kristofer Östergren
Kristofer Östergren, född 22 april 1977 i Linköpings församling, är en svensk musiker. Han var sångare och låtskrivare i popbandet Melody Club 2000–2014. Innan dess var han sångare och basist i rockbandet Tambureens 1994–1999.
Östergren växte upp i Kiruna. Vid elva års ålder flyttade han med familjen till Växjö. Östergren är bosatt i Bagarmossen i Stockholm.
Östergren har skrivit musik åt bland andra Klara & Jag och Ida Redig.